# Antimanoa
Antimanoa är ett släkte av svampar. Antimanoa ingår i divisionen sporsäcksvampar och riket svampar.